# Aleksander I Balas
Aleksander Balas, zwany również Epifanes (zm. 145 p.n.e.), rzekomy syn Antiocha IV, uzurpator na tronie monarchii Seleukidów pomiędzy 150 p.n.e.-145 p.n.e.

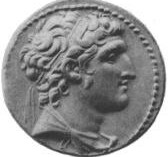
Aleksander Balas na bitej przez siebie tetradrachmie

## Życiorys
Panującemu od 162 p.n.e. Demetriuszowi I Soterowi udało się uspokoić sytuację w Syrii. Pokonał zbuntowanego dowódcę wojsk Timarchosa. Odniósł sukcesy w zbuntowanej Palestynie pokonując Judę Machabeusza. Zamyślał o przywróceniu minionej świetności monarchii. Zagrożenie dla sterowanego przez republikę rzymską status quo pobudziło do działania sąsiadów. Władca Pergamonu Attalos III Filadelfos ogłosił, że w jego państwie znajduje się mający prawa do tronu Seleukidów syn Antiocha IV, Aleksander. W rzeczywistości był to pochodzący prawdopodobnie ze Smyrny młodzieniec o imieniu Balas, wykazujący sylwetką i rysami twarzy podobieństwo do rzekomego ojca. Attalosowi, częstemu bywalcowi w Rzymie i mającemu tam licznych, wpływowych przyjaciół, udało się uzyskać uznanie senatu rzymskiego, który wycofał poparcie dla Demetriusza, a prawowitym władcą uznał Aleksandra Balasa.